# مصطفى كويسي
واحد من احسن مدافعي الجهة اليسرى في البطولة الجزائرية في سنوات السبعينات والثمانينات
حمل في العديد من المناسبات الألوان الوطنية اهمها كؤوس أفريقيا للامم سنة 1980 بنيجيريا و 1982 بليبيا و1984 بكوت ديفوارو الألعاب الأفريقية 1978 بالجزائر والألعاب الأولمبية 1980 بسبليت وكاس العالم 1982 بإسبانيا لكنه لم يشارك في أي لقاء
انه مصطفى كويسي
- هو من مواليد 16 افريل 1954 بأمدوكال ولاية باتنة.

مدافع الأيسر
كانت بدايته مع كرة القدم مع شباب بلكور اين خطى اولى خطواته وبالضبط في سنة 1968 اين لعب في كل مستويات الشباب اين قضي عدة سنوات في اكابر الفريق وكانت أول مباراته مع الاكابر ضد مولودية وهران في ملعب بوعقل وفي سن 17 سنة، قبل ان يضع حدا لمسيرته الكروية كويسي يقوم برحلة صغيرة إلى فريق اتحاد العاصمة بعد تركه الشباب فكانت وجهته الجار سوسطارة حيت اندمج بسرعة مع الاتحاد وحقق معه الصعود للقسم الأول، كما انه تقمص الوان أولمبي المدية.
- حاز على كاس الجزائر مع شباب بلوزداد سنة 1978 .
- استدعي للفريق الوطني 54 مرة (1975 -1984).سنة 1975 وفي سن لم يتجاوز 21 سنة وبعد انتهاء العاب البحر المتوسط المنظمة في الجزائر مصطفى كويسي يستدعى لأول مرة للمنتخب الوطني حين قام المدرب رشيد مخلوفي انذاك باستدعاءه لدورة تربصية بليبيا، وأهم مشاركته كؤوس أفريقيا للامم سنوات (1980 بنيجيريا - 1982 بليبيا)و قد وصل لنهائي كاس أفريقيا للامم سنة 1980 بنبجيريا ضد البلد المنظم حيث خسرها الفريق الوطني لاسباب غير رياضية وعُين في تلك الدورة أفضل مدافع في الدورة، وقد شارك في مونديال 1982 بإسبانيا وهي الأحسن في مشواره مع الفريق الوطني حيث لم يشارك في أي لقاء.كما شارك في الألعاب الأفريقية 1978 بالجزائر وحاز عليها ضد نيجيريا والألعاب الأولمبية سنة 1980 بسبليت.[1][2]

## روابط خارجية
- مصطفى كويسي على موقع الاتحاد الدولي (مؤرشف)  (الإنجليزية)
- مصطفى كويسي على موقع قاعدة بيانات كرة القدم.إي يو (الإنجليزية)
- مصطفى كويسي على موقع ناشيونال فوتبول تيمز (الإنجليزية)
- مصطفى كويسي على موقع عالم كرة القدم.نت (الإنجليزية)